# Jyske mesterskab 1926-27 (fodbold)
Det jyske mesterskab i fodbold 1926-27 var den 29. udgave af turneringen om det jyske mesterskab i fodbold for herrer organiseret af Jydsk Boldspil-Union. Horsens fS vandt turneringen for anden gang. Vinderen af turneringen kvalificerede sig til Landsfodboldturneringen 1926-27.
Turneringen blev udvidet fra seks til tolv hold opdelt i to kredse med hver seks hold. Vinderen af hver kreds mødtes i finalen om det jyske mesterskab, og de to bedste hold i hver kreds kvalificerede sig til den efterfølgende sæsons nye landsdækkende liga, Danmarksmesterskabsturneringen 1927-28. Horsens fS, Viborg FF, Fredericia BK og AGF kvalificerede sig til Danmarksmesterskabsturneringen 1927-28. AGF kvalificerede sig efter en omkamp mod AaB.
 Nr. seks i hver af de to kredse spillede en kvalifikationskamp mod finalisterne fra JBUs A-række. Horsens fS II rykkede ned efter at have tabt til Kolding Boldklub.

## Kvalifikation
Da Jydsk Boldspil-Union besluttede at udvide Mesterskabsrækken blot en måned før sæsonstart, blev der 9. august 1926 spillet seks kvalifikationskampe, der skulle afgøre hvilke seks hold, som skulle med i den nye turnering.
De 11 kredsvindere fra JBUs A-række 1925-26 og Aalborg Chang, som den foregående sæson havde tabt i kvalifikationen til Esbjerg fB, spillede kvalifikationskampe til den nye mesterskabsrække. Esbjerg fB deltog ikke, da klubben allerede havde sikret sig oprykning den foregående sæson. Klubbens plads gik til Jerne IF, der var blevet nr. to i Esbjergs fBs kreds den foregående sæson.
| Hold           | Kvalifikation                                               |
| -------------- | ----------------------------------------------------------- |
| Horsens fS     | Vinder i JBUs Mesterskabsrække 1925-26                      |
| AaB            | Nr. 2 i JBUs Mesterskabsrække 1925-26                       |
| Viborg FF      | Nr. 3 i JBUs Mesterskabsrække 1925-26                       |
| AGF            | Nr. 4 i JBUs Mesterskabsrække 1925-26                       |
| Esbjerg fB     | Vinder af Kvalifikationskampe JBUs Mesterskabsrække 1925-26 |
| Vejle BK       | Vinder af Kvalifikationskampe JBUs Mesterskabsrække 1925-26 |
| Holstebro BK   | Vinder af kvalifikationskamp                                |
| Aalborg Freja  | Vinder af kvalifikationskamp                                |
| Fredericia BK  | Vinder af kvalifikationskamp                                |
| Aalborg Chang  | Vinder af kvalifikationskamp                                |
| Herning Fremad | Vinder af kvalifikationskamp                                |
| Horsens fS II  | Vinder af kvalifikationskamp                                |

### Resultater
Horsens fS II - Jerne IF 7 - 1

Herning Fremad - Haderslev FK 3 - 2

Fredericia BK - Vejen SF 3 - 2

Aalborg Freja - Thisted IK 7 - 2

Aalborg Chang - AIA 3 - 1

Holstebro BK - Grenaa IF 1 - 0

## JBUs Mesterskabsrække

### Nordkredsen
| Pos | Hold              | K  | V | U | T | M+ | M- | MR    | P  | Kvalifikation eller nedrykning                          |
| --- | ----------------- | -- | - | - | - | -- | -- | ----- | -- | ------------------------------------------------------- |
| 1   | Viborg FF         | 10 | 6 | 1 | 3 | 28 | 19 | 1,474 | 13 | Kvalifikation til finale og Danmarksturneringen 1927-28 |
| 2   | AaB               | 10 | 6 | 0 | 4 | 41 | 24 | 1,708 | 12 |                                                         |
| 3   | AGF               | 10 | 6 | 0 | 4 | 26 | 23 | 1,130 | 12 | Kvalifikation til Danmarksturneringen 1927-28           |
| 4   | Aalborg Freja (O) | 10 | 5 | 1 | 4 | 24 | 24 | 1,000 | 11 |                                                         |
| 5   | Holstebro BK (O)  | 10 | 3 | 1 | 6 | 19 | 29 | 0,655 | 7  |                                                         |
| 6   | Aalborg Chang     | 10 | 2 | 1 | 7 | 16 | 36 | 0,444 | 5  | Kvalifikation til Op- og nedrykningsslutspil            |

1. 1 2  AaB og AGF sluttede lige på point og spillede derfor en kamp om Kvalifikation til Danmarksturneringen 1927-28 .

|               | Viborg | AaB | AGF | Freja | Holstebro | Chang |
| ------------- | ------ | --- | --- | ----- | --------- | ----- |
| Viborg FF     | –      | 3-5 | 2-0 | 4-2   | 6-3       | 3-0   |
| AaB           | 3-0    | –   | 8-2 | 7-1   | 4-2       | 8-2   |
| AGF           | 0-3    | 3-2 | –   | 3-1   | 5-1       | 5-0   |
| Aalborg Freja | 2-1    | 4-2 | 2-1 | –     | 1-2       | 5-1   |
| Holstebro BK  | 1-1    | 3-0 | 3-4 | 1-4   | –         | 2-1   |
| Aalborg Chang | 3-5    | 3-2 | 1-3 | 2-2   | 3-1       | –     |

### Sydkredsen
| Pos | Hold               | K  | V | U | T | M+ | M- | MR    | P  | Kvalifikation eller nedrykning                          |
| --- | ------------------ | -- | - | - | - | -- | -- | ----- | -- | ------------------------------------------------------- |
| 1   | Horsens fS (M)     | 10 | 7 | 2 | 1 | 32 | 13 | 2,462 | 16 | Kvalifikation til finale og Danmarksturneringen 1927-28 |
| 2   | Fredericia BK (O)  | 10 | 7 | 1 | 2 | 31 | 14 | 2,214 | 15 | Kvalifikation til Danmarksturneringen 1927-28           |
| 3   | Esbjerg fB (O)     | 10 | 5 | 2 | 3 | 23 | 17 | 1,353 | 12 |                                                         |
| 4   | Vejle BK           | 10 | 4 | 2 | 4 | 37 | 32 | 1,156 | 10 |                                                         |
| 5   | Herning Fremad (O) | 10 | 1 | 2 | 7 | 21 | 45 | 0,467 | 4  |                                                         |
| 6   | Horsens fS II (O)  | 10 | 1 | 1 | 8 | 16 | 41 | 0,390 | 3  | Kvalifikation til Op- og nedrykningsslutspil            |

|                | Horsens | Fredericia | Esbjerg | Vejle | Herning | Horsens II |
| -------------- | ------- | ---------- | ------- | ----- | ------- | ---------- |
| Horsens fS     | –       | 2-2        | 4-0     | 1-0   | 7-1     | 1-0        |
| Fredericia BK  | 4-1     | –          | 3-1     | 5-2   | 5-2     | 3-0        |
| Esbjerg fB     | 2-2     | 1-0        | –       | 4-4   | 3-0     | 6-0        |
| Vejle BK       | 2-3     | 3-1        | 1-3     | -     | 5-2     | 6-1        |
| Herning Fremad | 2-6     | 0-5        | 3-1     | 5-5   | –       | 4-4        |
| Horsens fS II  | 0-5     | 2-3        | 0-2     | 5-9   | 4-2     | –          |

## Finale
Finalen mellem de to kredsvindere blev afgjort over to kampe. Horsens fS' sejr på 11-0 er de største sejrscifre i en finale om det jyske mesterskab. Horsens-angriberen Viggo Sørensen scorede syv af målene.
| 15. maj 1927 |

| Viborg FF                                      | 2 - 3   | Horsens fS                                      |
| ---------------------------------------------- | ------- | ----------------------------------------------- |
| Gustav Carstensen 23' (str.) · H. Weismose 40' | (2 - 1) | Svend Aage Jacobsen 1' · Carl Jensen 72', 86' · |

| Randers Stadion, Randers Dommer: Sophus Hansen, København |

| 22. maj 1927 14.30 |

| Horsens fS | 11 - 0  | Viborg FF |
| --- | ------- | --------- |
| Carl Jensen 37', 58' · Viggo Sørensen 42', 45', 55', 68', 71', 80', 89' · N. Chr. Sørensen 74' · Mellerup 77' | (3 - 0) |           |

| Aarhus Idrætspark, Aarhus Tilskuere: 3.300 Dommer: Lauritz Andersen |

Horsens fS vandt finalen med fire point mod 0.

## Op- og nedrykningsslutspil
Vinderen af JBU A-rækkens nordkreds, Randers Chang, spillede mod nr. seks fra nordkredsen i JBUs Mesterskabsrække, Aalborg Chang. Vinderen af JBU A-rækkens sydkreds, Kolding B, spillede mod nr. seks fra sydkredsen i JBUs Mesterskabsrække, Horsens fS reserver.
| 12. juni 1927 |

| Randers Chang | 1 - 7   | Aalborg Chang                                                              |
| ------------- | ------- | -------------------------------------------------------------------------- |
| Broberg       | (1 - 5) | Kaj Eriksen · Oscar Jensen · Arentoft · Baldur Buus · K. E. Christiansen · |

| Randers Stadion, Randers Tilskuere: 1.000 |

| 12. juni 1927 |

| Horsens fS II | 1 - 3 | Kolding B |
| ------------- | ----- | --------- |
|               |       |           |

| Vejle Stadion, Vejle |

Kolding B rykkede op Mesterskabsrækkens sydkreds. Horsens fS rykkede ned. Aalborg Chang bevarede sin plads i Mesterskabsrækken.

## Kvalifikation til Danmarksturneringen
| 21. august 1927 |

| AGF                                                      | 4 - 2   | AaB                                           |
| -------------------------------------------------------- | ------- | --------------------------------------------- |
| Thorkild Jørgensen 11', 29', 53' · Frimodt Jørgensen 69' | (2 - 1) | Kaj Mølback 40' · Søren Andersen 72' (str.) · |

| Randers stadion, Randers Tilskuere: 1.500 Dommer: Sophus Hansen |

## Øvrige kilder
- Alstrup, Aksel (1950-1953). "JBU-mesterskabernes fordeling". Jysk Fodbold i Fortid og Nutid - Bind 1 & 2. Odense: Jydsk Boldspil-Union, Østergaards Forlag. s. 88-92.